# Jagbacken
Jagbacken är en bebyggelse i Bergshammars socken i Nyköpings kommun i Södermanlands län. Den är belägen cirka 3 km väster om Nyköping och strax öster om Bergshammar. SCB avgränsade här från 2005 till 2023 en småort. Vid avgränsningen 2023 klassades området som en del av tätorten Bergshammr.